# Port lotniczy Padang
Port lotniczy Padang – port lotniczy położony 23 km na północ od Padang, na wyspie Sumatra, w Indonezji. W 2006 obsłużył 1,6 mln pasażerów.

## Linie lotnicze i połączenia
- AirAsia (Kuala Lumpur)
  - Indonesia AirAsia (Dżakarta)
- Batavia Air (Dżakarta)
- Garuda Indonesia (Dżakarta)
- Lion Air (Dżakarta)
- Mandala Airlines (Batam, Dżakarta, Medan)
- Malaysia Airlines
  - Firefly [od lata 2009]
- Merpati Nusantara Airlines (Bandung, Batam)
- Sriwijaya Air (Dżakarta)
- Tiger Airways (Singapur)